# Dean-Charles Chapman
Dean-Charles Chapman (Essex, Inglaterra, 7 de septiembre de 1997) es un actor británico de teatro, cine y televisión conocido por interpretar a Tommen Baratheon en la cuarta, quinta y sexta temporada de la serie de HBO Juego de tronos y a Billy Elliot en la obra de teatro Billy Elliot : The musical. Protagonizó Into the Badlands con el papel de Castor.

## Primeros años
Chapman nació en Romford y se crio cerca de Essex. Comenzó a trabajar como modelo infantil y actor a la edad de cuatro años.

## Carrera
A la edad de ocho años, Chapman fue elegido para el papel de "Small Boy" en Billy Elliot the Musical, y más tarde sería promovido a los papeles de Michael y finalmente al personaje principal, convirtiéndose en el segundo más longevo. miembro del reparto en la producción. Durante su tiempo en "Billy Elliot", trabajó junto al futuro actor Spider-Man actor Tom Holland, y tuvo la oportunidad de conocer Primer ministro del Reino Unido Gordon Brown con varios otros actores jóvenes en la obra.
Poco después de dejar Billy Elliot, Chapman fue elegido para la comedia de situación de CBBC The Revolting World of Stanley Brown en el papel principal, junto con su futuro compañero Game of Thrones. y coprotagonista de  Cegado por la luz Nell Williams. El espectáculo duró una temporada. Hizo su debut cinematográfico en la película de 2014 Before I Go to Sleep, junto a Nicole Kidman y Colin Firth.
Después de interpretar el papel secundario de Martyn Lannister en la  tercera temporada de Game of Thrones, reemplazó a Callum Wharry en el papel principal de Tommen Baratheon, el joven rey de  Westeros para el  cuarto,  quinto , y  sexta temporadas del programa. Con el resto del elenco, fue nominado para un  Screen Actors Guild Award. En 2018, interpretó el papel de Castor en la serie  AMC  Into the Badland durante siete episodios, seguida de un papel en la película  Cegado por la luz.
En 2019, fue elegido, junto a George MacKay, como uno de los dos protagonistas de la película de guerra dirigida por Sam Mendes 1917. La película pasó a recibir diez nominaciones a los premios de la Academia, ganando tres. Posteriormente, interpretó el papel principal de Matthew en el drama de Eoin Macken "Here Are the Young Men", con el apoyo de Finn Cole, Anya Taylor-Joy y Ferdia Walsh-Peelo.

## Vida personal
Chapman es amigo cercano de su coprotagonista de  Game Of Thrones  Isaac Hempstead-Wright, a quien conoció a través de su participación en la serie.

## Filmografía

### Cine
| Año  | Título                 | Rol                 | Notas            |
| ---- | ---------------------- | ------------------- | ---------------- |
| 2014 | Before I Go to Sleep   | Adam                | Debut en el cine |
| 2015 | Man Up                 | Harry               |                  |
| 2017 | Breathe                | Jonathan Cavendish  |                  |
| 2018 | El pasajero            | Danny MacCaulay     |                  |
| 2019 | The King               | Thomas of Lancaster |                  |
| 2019 | Blinded by the Light   | Matt                |                  |
| 2019 | Here Are the Young Men | Matthew             |                  |
| 2019 | 1917                   | Tom Blake           |                  |
| 2022 | Catherine Called Birdy | Robert              | Posproducción    |

### Televisión
| Año                 | Título                               | Rol                               | Notas                     |
| ------------------- | ------------------------------------ | --------------------------------- | ------------------------- |
| Desde antes de 2007 | Fun Song Factory                     | Él mismo                          | Debut en la televisión    |
| Desde antes de 2007 | The Story Makers                     | Él mismo                          |                           |
| 2007                | Casualty                             | William Mulhern                   |                           |
| 2012                | Cuckoo                               | Charlie                           |                           |
| 2012                | The Revolting World of Stanley Brown | Stanley Brown                     | Protagonista 13 episodios |
| 2013                | The White Queen                      | Richard Grey                      | Miniserie                 |
| 2013-2016           | Juego de tronos                      | Martyn Lannister/Tommen Baratheon | 18 episodios              |
| 2014                | Glue                                 | Chris                             |                           |
| 2015                | Ripper Street                        | Harry Ward                        |                           |
| 2015                | Into the Badlands                    | Castor                            |                           |
| 2024                | The Acolyte                          | Torbin                            |                           |

## Teatro
| Año         | Título                   | Rol                                                 |
| ----------- | ------------------------ | --------------------------------------------------- |
| 2005 - 2011 | Billy Elliot, el musical | Varios papeles (2005-2009) Billy Elliot (2009-2011) |